# João W. Nery
João W. Nery (Rio de Janeiro, 12 de fevereiro de 1950 – Niterói, 26 de outubro de 2018) foi um psicólogo e escritor brasileiro. Foi o primeiro homem trans a realizar a cirurgia de redesignação sexual no Brasil, em 1977, e foi ativista pelos direitos LGBT.

## Biografia
Nascido em 1950 na cidade do Rio de Janeiro, João era o terceiro entre quatro filhos. Seu pai era aviador, a mãe era professora primária. A família morava em uma casa grande, agitada, mas João teve uma infância triste, sendo hostilizado no parquinho e na escola. Segundo relata em sua biografia, não entendia porque o tratavam como uma menina, nem porque não o encorajavam a ter uma profissão no futuro que era tipicamente masculina.
Tinha vergonha do corpo e nenhuma vaidade quando criança, andando despenteado e com roupas folgadas, sem marcar o corpo, tendo apelidos machistas dos colegas de escola. Quando tinha 9 anos, sua mãe o levou a uma psicóloga, tentando entender porque ele insistia em ser tratado como menino e a conclusão da psicóloga o frustrou ainda mais, pois segundo ela, João tentava imitar o pai, por ser filho do meio. Assim, sua mãe deveria lhe forçar a usar roupas de menina e a reforçar o comportamento feminino quando João se comportasse daquele jeito.
Aos 13 anos, começou a se dedicar aos saltos ornamentais. Era uma tentativa de ganhar massa muscular, mas também de elevar a autoestima. Chegou a participar do campeonato nacional, em São Paulo, concorrendo ao Troféu Brasil Arthur Buzin. Concorrendo no trampolim de um metro, na categoria infantojuvenil, pelo Clube Fluminense, João fez quatro saltos da série obrigatória e ganhou o título de campeão nacional. João saltou até os 16 anos, ganhando ao todo 29 medalhas em competições femininas.
Seu pai acabou exilado no Uruguai, em 1964 por três anos e a família precisou dividir as crianças nas casas dos parentes quando sua mãe foi ficar com ele por alguns meses no mesmo ano. João, então com 15 anos, ficou na casa de sua tia Estela, em um casarão velho de quatro quartos, enquanto frequentava o colégio na Tijuca. Com seu pai sem salário e exilado, ele foi dado como morto para que a esposa pudesse receber pensão de viúva e a situação financeira da família piorou muito. Entrar na adolescência não foi um período fácil, pois os atributos femininos começaram a aparecer e João sentia que não se encaixava naquele corpo.
No Uruguai, ao passar uns meses de férias com o pai, João conheceu Darcy Ribeiro e sua esposa Berta Gleizer Ribeiro, com quem aprendeu antropologia, arqueologia e sociologia. Seu pai só voltaria ao Brasil quando João estava com 17 anos, mas nunca mais pode voar.

## Faculdade
Aos 19 anos, ingressou na faculdade de psicologia, onde entrou em contato com teorias acerca da sexualidade, onde leu sobre a conduta sexual humana e suas variações determinadas pela cultura e pela sociedade. Na década de 1970, a moda unissexo foi uma aliada para João, que podia tornar a sua figura mais ambígua sem causar estranhamento nas pessoas. Chegou a ser representante da turma, mas como estavam na ditadura, a faculdade fechou o diretório acadêmico. Uma lei de exceção, o Decreto número 477, enquadrou João por "atentar contra a segurança nacional na universidade" e isso poderia afastá-lo das aulas por até 5 anos. Um advogado o defendeu sem cobrar e conseguiu absolvê-lo.
A situação em casa se tornou insustentável. Apesar de amar a mãe, João queria um lugar só seu e começou a trabalhar de taxista depois das aulas na faculdade. Foi nesse período de independência financeira que assumiu a identidade de gênero masculina. O namorado de uma amiga, que era cirurgião plástico, reduziu as suas mamas, mas por ética médica não podia tirar tudo.
Uma colega de faculdade lhe indicou para a reitoria da universidade para poder dar aulas, ao ver a forma precária como vivia, sem dinheiro para pagar o aluguel. Como professor, conheceu o prestígio intelectual e teve contato com estudos e teorias que poderiam lhe ajudar a entender o que acontecia com a sua própria identidade. Alguns anos depois, o seu relacionamento de longa data terminou e João ficou sozinho. Mas na universidade, a carreira decolava. Em 2018, recebeu o título Doutor "Honoris Causa" por sua atuação e militância, da Universidade Federal do Mato Grosso, se tornando, dessa forma, o primeiro homem trans a receber tal título em todo o mundo (o pedido impetrado em 2017, pelo Prof. Dr. Danie Marcelo de Jesus, foi votado e unanimamente aceito por aquele colegiado no ano seguinte).[carece de fontes?] Era convidado para congressos, simpósios e começou a estudar antropologia.

## Transgeneridade
Em 1975, viajou por um mês para a Europa. Com pouco dinheiro, percorreu o continente de trem, em geral trens noturnos, onde a viagem era mais barata. Foi em uma livraria de Paris que João encontrou uma revista científica chamada Sexualité. Um dos artigos era de um médico que trabalhava com  cirurgias de redesignação sexual, feitas em alguns países com sucesso. Apesar de falar especificamente de mulheres trans, ele relatava que a técnica poderia ser adaptada para homens trans também, citando países precursores na técnica, como Estados Unidos, Inglaterra, Suécia e Dinamarca, que reconheciam a necessidade de mudança de identidade após a cirurgia.
Retornou ao Brasil pouco depois, começando um mestrado em Psicologia, dando aulas em três faculdades. A cirurgia de redesignação sexual não era feita no Brasil, onde era considerada uma mutilação. Uma colega psicóloga indicou-lhe  um endocrinologista do Hospital Moncorvo Filho, que lhe explicou as diferenças entre a transgeneridade e homossexualidade. Lá, João entrou na triagem para fazer os exames clínicos, tendo em vista o tratamento cirúrgico.
Animado com a possibilidade da cirurgia, sua família demonstrou oposição, especialmente seu pai. Sua mãe começou a implorar para que não fizesse a cirurgia, dizendo que aceitaria uma "filha homossexual, mas não uma sem nenhuma identidade". O laudo do qual a sua cirurgia dependia, porém, foi negado pelo psiquiatra que não se convencia de que transgeneridade existisse. Por sugestão de seu médico, ele procurou outro psiquiatra que fez um parecer favorável. A cirurgia foi em uma clínica em São Paulo, feita de maneira clandestina, sem ficha médica. A terapia hormonal começou em seguida, mas esta cirurgia não removeu útero e ovários e o cirurgião não sabia quem poderia realizá-la.
João foi cobaia para tratamentos, já que no Brasil da época não havia protocolos nem estudos a respeito dos efeitos da terapia hormonal e se tornou um grande crítico do sistema de saúde brasileiro pelas lacunas e falta de assistência aos pacientes transgênero. Foi uma obstetra e ginecologista conhecida da família que indicou um médico disposto a realizar as cirurgias restantes.

## Últimos anos e morte
João se tornou ativista pelos direitos LGBT, principalmente da população transgênero. Um projeto de lei do deputado Jean Wyllys e da deputada Erika Kokay leva o seu nome. Baseada na Lei de Identidade e Gênero da Argentina, o projeto garante o direito do reconhecimento a identidade de gênero de todas as pessoas transgênero no Brasil, sem necessidade de autorização judicial, laudos médicos nem psicológicos, cirurgias nem terapias hormonais.
Em agosto de 2017, João descobriu um câncer de pulmão. Fumante desde os 15 anos de idade, ele se submeteu à quimioterapia. Em setembro de 2018, João revelou nas redes sociais que o câncer tinha atingido o cérebro e ele morreu em Niterói, em 26 de outubro de 2018, aos 68 anos.

## Legado
Seu livro Viagem Solitária – Memórias de um Transexual 30 Anos Depois, relata a sua jornada na descoberta da transexualidade, dos tratamentos e da aceitação de amigos e familiares. O livro serviu de inspiração para a composição do personagem Ivan, da novela A Força do Querer, escrita por Glória Perez, e exibida na TV Globo em 2017.
A trajetória de Nery rendeu-lhe um livro em sua homenagem, intitulado "Estudos sobre gênero: identidades, discurso e educação - homenagem a João W. Nery" e compilado pelos professores universitários Jesus, Carbonieri e Nigro, apresentando vários autores trans em seus capítulos e dissertando sobre identidade e teorias do discurso em educação.
Em 2024 o Conselho Federal de Psicologia criou o Prêmio João W. Nery: “Práticas de Promoção de Cuidado, Respeito e Dignidade das Pessoas Trans” para reconhecer e premiar profissionais da psicologia que se destacam no apoio a pessoas trans, na promoção da inclusão e na realização de trabalhos que contribuem para a construção de uma sociedade mais justa e igualitária para a comunidade. É uma forma de valorizar o trabalho de psicólogos(as) que atuam em consonância com os princípios do CFP e contribuem para a construção de um ambiente mais inclusivo e acolhedor para a comunidade trans.

## Publicações
- Erro de pessoa: Joana ou João? (1984, Editora Record)
- Viagem solitária: memórias de um transexual 30 anos depois (2012, Leya Brasil)
- Vidas trans: a coragem de existir (2017, editora Alto Astral; coautoria com Amara Moira, Márcia Rocha e T. Brant, prefaciado por Laerte Coutinho e Jaqueline Gomes de Jesus)
- Velhice transviada (2019, Editora Objetiva)